# Залізо (право)
«Залі́зо» — за «Руською Правдою», засіб очищення від вини при підозрі у вбивстві чи крадіжці. Випробування залізом полягало в тому, що підозрюваний мусив тримати в руках розпечене залізо. Якщо опіків не було, то він визнавався невинним. У цьому випадку підозрюваний сплачував «залізне» — плату князеві, мечникові та дітському.